# All-Ireland Senior Football Championship 1948
L'All-Ireland Senior Football Championship del 1948 fu l'edizione numero 62 del principale torneo irlandese di calcio gaelico. Cavan si impose per la quarta volta nella sua storia, la seconda di fila.

## All-Ireland Championship

### Connacht
| 17 luglio 1948 Finale | Mayo | 2-4 – 1-7 | Galway | Roscommon |

| 24 luglio 1948 Finale-replay | Mayo | 2-10 – 2-7 A.E.T. | Galway |  |

### Leinster
| Dublino 25 luglio 1948 Finale | Louth | 2-10 – 2-5 | Wexford | Croke Park |

### Munster
| 1948 Finale | Kerry | 2-9 – 2-6 | Cork |  |

### Ulster
| 20 luglio 1948 Finale | Cavan | 2-12 – 2-4 | Antrim | Clones (34.009 spett.) |

### All-Ireland Championship
| Dublino 22 agosto 1948 Semifinale | Cavan | 1-14 – 4-2 | Louth | Croke Park (51.117 spett.) |

| Dublino 29 agosto 1947 Semifinale | Mayo | 0-13 – 0-3 | Kerry | Croke Park (51.305 spett.) |

| Dublino 26 settembre 1947 Finale | Cavan | 4-05 – 4-04 | Mayo | Croke Park (74.645 spett.) |